# All Over the Guy
All Over the Guy (tłum. z ang. wszystko z powodu faceta) – amerykański film fabularny (komedia romantyczna) z 2001 roku, wyreżyserowany przez Julie Davis oraz napisany przez Dana Bucatinsky'ego, także odtwórcę jednej z głównych ról.

## Fabuła
Dwóch niepodobnych do siebie chłopaków, dwudziestokilkulatków, próbują połączyć ze sobą ich przyjaciele, którzy mają nadzieję na własny romans. Oni jednak usiłują zrobić wszystko, co mogą, aby się nie zakochać. Próby odsuwania od siebie uczuć nie udają się i bohaterowie w końcu poddają się głosowi serca.

## Pełna fabuła
Głównymi bohaterami są dwaj geje − Eli i Tom, młodzi mieszkańcy Los Angeles. Film ukazany jest głównie za pomocą retrospekcji, mężczyźni opowiadają bowiem swoją historię przypadkowym osobom: Eli starszej kobiecie pracującej w punkcie konsultacyjno-diagnostycznym do spraw HIV/AIDS, Tom zaś − chłopakowi poznanemu na spotkaniu Anonimowych Alkoholików. Tom jest dorosłym już synem pary oschłych i emocjonalnie odległych alkoholików. Eli pochodzi z rodziny psychologów; jego rodzice wychowywali go w taki sposób, by był otwarty i z łatwością mówił o swoich uczuciach, co poskutkowało jednak jego neurotycznością.
Obydwoje spotykają się na randce w ciemno, która zaaranżowana zostaje przez ich przyjaciół, Bretta i Jackie (zainteresowanych zresztą sobą nawzajem). Choć tym wydaje się, że ich gejowscy znajomi idealnie by do siebie pasowali, spotkanie okazuje się niewypałem. Wieczór w modnym barze dłuży się bohaterom niemiłosiernie, a nuda ta zostaje ostatecznie przerwana diatrybą Toma na temat filmu Przodem do tyłu − jego zdaniem homofobicznego i zakorzeniającego negatywne stereotypy o homoseksualistach. Randka kończy się fiaskiem, lecz po kilku dniach Tom i Eli przypadkiem wpadają na siebie na pchlim targu i kończą w mieszkaniu drugiego z nich. Spędzają razem noc, lecz o poranku Tom natychmiast opuszcza Eli, twierdząc, że było to błędne posunięcie.
Jackie i Brett, którzy od pewnego czasu tworzą szczęśliwą parę, decydują raz jeszcze podjąć się próby zeswatania przyjaciół. Sukcesywnie, związek Toma i Eli zaczyna się stopniowo rozwijać. Niestety, Eli szybko zdaje sobie sprawę, że Tom − w przeciwieństwie do niego − nie poszukuje „tego jedynego” i nie jest nastawiony na prawdziwą miłość. Strach Toma przed bliskością emocjonalną sprawia, że obydwóm trudno jest pozostać w związku. Tymczasem Brett oświadcza się Jackie. Dziewczyna, która jest w ciąży, zaczyna planować ślub.
Neurotyczność Eli osiąga swoje apogeum podczas poszukiwania prezentu ślubnego dla Jackie oraz później, na wieczorze panieńskim, na który zarówno on, jak i Tom, zostają zaproszeni. Podczas przyjęcia Eli dostrzega, jak Tom rozmawia ze striptizerem, co wzbudza w nim nieuzasadnioną zazdrość. Eli odjeżdża do domu i ogranicza swoje kontakty z Tomem. Po paru dniach Tomowi udaje się przeprosić partnera. Podczas odbywania stosunku, Eli wyznaje Tomowi, że go kocha, co odstręcza mężczyznę. Nazajutrz dochodzi pomiędzy nimi do kolejnego spięcia, w którego efekcie Eli definitywnie porzuca Toma.
Retrospekcyjne opowieści bohaterów kończą się tuż przed ślubem Bretta i Jackie. Esther, która z ciekawością wysłuchiwała historii miłosnej swojego pacjenta Eli, próbuje pouczyć chłopaka, by był bardziej wyrozumiały na potrzeby emocjonalne ukochanego. W tym samym czasie Tom zostaje uwiedziony przez kolegę ze spotkania AA. Gdy odwiedza go Jackie, Tom pokazuje jej siniaki, będące skutkiem seksu z tym mężczyzną (agresję spowodowaną abstynencją wyładowuje on poprzez zbliżenia seksualne). Jackie oskarża Toma o bezpodstawne odrzucenie od siebie zakochanego w nim Eli i odchodzi. Podczas wesela, między Tomem i Eli dochodzi do finalnej kłótni. Wymiana zdań zbliża ich do siebie oraz uświadamia − bohaterowie zdają sobie sprawę, że muszą pokonać dysfunkcje własnych rodzin i przeciwstawić się swym lękom.
Film kończy ujęcie tańczących par − Eli i Toma oraz Bretta i Jackie.

## Obsada
- Dan Bucatinsky jako Eli Wyckoff
- Richard Ruccolo jako Thomas „Tom” Vecchione
- Sasha Alexander jako Jackie Samantha Gold
- Adam Goldberg jako Brett Miles Sanford
- Andrea Martin jako dr Ellen Wyckoff
- Joanna Kerns jako Lydia Vecchione
- Christina Ricci jako Rayna Wyckoff
- Lisa Kudrow jako Marie
- Doris Roberts jako Esther
- Tony Abatemarco jako dr David Wyckoff
- Chris Gann (w czołówce jako Christian Gann) jako striptizer
- Hrach Titizian jako członek AA

## Nawiązania kulturalne
Podczas trwania filmu kilkukrotnie przewijają się nawiązania do kolejnych tytułów:
- Przeminęło z wiatrem (Gone with the Wind, 1939) − film uznawany jest przez Eli za arcydzieło kinematografii, podczas gdy Tom ze szczerością stwierdza, że nie widział go, ponieważ jest „stary i czarno-biały”. Jeden z jego klasycznych fragmentów zostaje wykorzystany w scenie, w której główni bohaterowie indywidualnie oglądają rankiem telewizję. Ponadto relacja nawiązania pomiędzy Tomem a Eli nieznacznie przypomina związek Scarlett O’Hary i Rhetta Butlera.
- Przodem do tyłu (In & Out, 1997) − niejednokrotnie film zostaje przez różnych bohaterów określony jako homofobiczny, w jego kierunku padają także określenia niecenzuralne.
- Planeta małp (Planet of the Apes, 1968) − Eli poszukuje statuetki odwzorowującej postać jednego filmowych bohaterów, a także, razem z Tomem, dyskutuje na temat obrazu. W paru scenach widoczny jest plakat Planety małp zawieszony na ścianie.
- Wojna płci (The Opposite of Sex, 1998) − gdy Eli i Tom wychodzą z kina, dostrzegalny jest poster filmu. Wojna płci została wyreżyserowana przez Dona Roosa, który niniejszy film wyprodukował wykonawczo, wystąpili w niej Christina Ricci, Lisa Kudrow i Dan Bucatinsky (wszyscy trzej grają w All Over the Guy).

## Realizacja
Film kręcono w okresie od 15 czerwca do sierpnia 2000 roku na terenie Los Angeles w stanie Kalifornia. Budżet, jaki posłużył twórcom do nakręcenia obrazu, wynosił 500 tys. dolarów.

## Opinie
Projekt odniósł umiarkowany sukces artystyczny, spotykając się ze znaczną ilością pozytywnych recenzji, choć także − rzadziej − z głosami negatywnymi. Krytycy filmowi docenili przede wszystkim humorystyczną naturę dzieła.
Zdaniem Dessona Thomsoma z działu kulturalnego dziennika The Washington Post, film „warto obejrzeć dla kilku zabawnych sytuacji i dowcipów”. Współpracująca z czasopismem Chicago Reader Lisa Alspector napisała: „Niespodziewanie, ta pouczająca (...) i bystra komedia romantyczna nie jest irytująca − film orzeźwia, jest poruszający i momentami całkiem zabawny”. Głosy Thomsona i Alspector, jak również Kevina Maynarda (serwis Mr. Showbiz), są jednymi z najbardziej pozytywnych recenzji, jakie napisano na temat filmu; w skali od zera do stu ich autorzy przyznali obrazowi po osiemdziesiąt punktów. Desmond Ryan, kolumnista gazety porannej The Philadelphia Inquirer, docenił film, a główne zasługi w jego zręcznej realizacji przypisał reżyserce Julie Davis i scenarzyście Danowi Bucatinsky’emu, którego scenariusz uznał za „przewrotny i dowcipny”. Joe Leydon, omawiając film dla tygodnika rozrywkowego Variety, przypisał obrazowi ocenę w postaci 70/100 punktów. Film podsumował w niniejszy sposób: „Lekka, ale sympatyczna komedia romantyczna o dwóch niepasujących do siebie singlach-gejach, którzy są, oczywiście, stworzeni dla siebie nawzajem”.
Recenzja Wesleya Morrisa (San Francisco Chronicle) była neutralna. Pamflecista wycenił film za pięćdziesiąt punktów (na sto możliwych), a w swym omówieniu zwrócił się do odbiorcy z ironią: „Jeśli chcesz obejrzeć stado sztucznie neurotycznych ludzi spędzających wolny czas na opowiadaniu dowcipów i żartowaniu, prawdopodobnie lepiej postąpisz oglądając Przyjaciół”.
Negatywne opinie wydał magazyn L.A. Weekly oraz tabloid New York Post. Ernest Hardy humor filmu uznał za nazbyt sitcomowy, jego dramatyzm z kolei − za nudny. Lou Lumenick nie pochwalił stereotypów dotyczących Żydów, które przewijają się przez film, uznając je za prymitywne.
Sklasyfikowany na liście dziesięciu „najsłodszych” filmów o tematyce LGBTQ+ według portalu Queer.pl.

## Box office
| Świat | US$ 1,051,948 |